# Dalibor Šamšal
Dalibor Šamšal (Rijeka, 25. prosinca 1985.) hrvatski je alpski skijaš.
Član je SK Rijeka. Počeo je svoju karijeru 2000. godine. Bio je hrvatski doprvak u slalomu 2006. godine.

## XX. Zimske olimpijske igre - Torino 2006.
Na svom prvom pojavljivanju na Zimskim olimpijskim igrama u Torinu, odustao je u slalomu u prvoj vožnji.

## Važniji rezultati
Ima 3 pobjede na FIS utrkama (slalom i veleslalom). Osvojio je 21. mjesto u slalomu na utrci Svjetskog skijaškog kupa u Zagrebu 6. siječnja 2009. Tada je i prvi put nastupio u drugoj vožnji slaloma u Svjetskom kupu i prvi put su dvojica hrvatska skijaša bili u drugoj vožnji slaloma. 15. prosinca 2013. u Val d'Isereu ostvario je najbolji dotadašnji rezultat, drugi se puta plasiraši u 2. vožnju i to kao 19.